# Šešma
La Šešma (in russo Шешма?; in tataro Çişmə, Чишмә) è un fiume della Russia europea orientale, affluente di sinistra della Kama (bacino idrografico del Volga). Scorre nell'Oblast' di Samara, nel Kljavlinskij rajon, e nel Tatarstan, nei rajon Leninogorskij, Čeremšanskij, Al'met'evskij, Novošešminskij e Nižnekamskij.
Il fiume ha origine sulle alture di Bugul'ma e Belebej. Scorre lungo una pianura ondulata, sezionata da una fitta rete di valli fluviali e calanchi in direzione mediamente nord-occidentale. La larghezza varia da 100 a 300 m nel tratto superiore, fino a 2 km alla foce. Le rive del fiume sono ripide, la valle del fiume è tortuosa. Sfocia nella baia di Kamskij del bacino idrico di Kujbyšev. Ha una lunghezza di 259 km, il suo bacino è di 6 040 km². Il maggior affluente è il Kičuj (lungo 114 km) proveniente dalla destra idrografica.